# Polynema atractoura
Polynema atractoura är en stekelart som beskrevs av Debauche 1948. Polynema atractoura ingår i släktet Polynema och familjen dvärgsteklar.
Artens utbredningsområde är Belgien. Inga underarter finns listade i Catalogue of Life.